# Raphaël Eyongo
Raphaël Eyongo (Breda, 21 mei 2003) is een Nederlands voetballer die als aanvaller voor RAAL La Louvière speelt.

## Carrière
Raphaël Eyongo speelde in de jeugd van Feyenoord, NAC Breda en Excelsior Rotterdam. Hij debuteerde voor Excelsior op 15 december 2021, in de met 2-4 verloren bekerwedstrijd tegen FC Groningen. Hij kwam in de 23e minuut van de verlenging in het veld voor Abdallah Aberkane. Op 21 januari 2022 maakte hij als invaller tegen Jong PSV zijn competitiedebuut. In zijn eerste seizoen kwam hij tot zes invalbeurten in de Eerste divisie. Ook viel hij in de verlenging van de play-offfinale tegen ADO Den Haag in, waarin hij in de penaltyserie een penalty miste. Desondanks won Excelsior de serie en promoveerde het naar de Eredivisie. Eyongo kampte aan het begin van het seizoen 2023/2024 met een enkelblessure en speelde na zijn herstel bij de Onder 21 van Exelsior. In juli 2024 maakte hij een transfervrije overstap van Excelsior naar RAAL La Louvière.